# Rue José-Maria-de-Heredia
La rue José-Maria-de-Heredia est une voie située dans le quartier de l'École-Militaire du 7e arrondissement de Paris, en France.

## Origine du nom
Elle porte le nom du poète français José-Maria de Heredia (1842-1905).

## Historique
Cette voie est ouverte sous sa dénomination actuelle en 1909.

## Bâtiments remarquables et lieux de mémoire
- Le poète Blaise Cendrars, en compagnie de son épouse Raymone, vécut les dernières années de sa vie — d'août 1959 à sa mort en janvier 1961 — au rez-de-chaussée de l'immeuble du no 5[1].